# Emperial Live Ceremony
Emperial Live Ceremony är en Live-DVD (och CD, VHS) från 2001 med det norska black metal-bandet Emperor. Skivan skildrar bandets spelning på klubben Astoria i London.

## Låtlista
1. "Curse You All Men!" - 5:43
2. "Thus Spake the Nightspirit" - 4:25
3. "I Am the Black Wizards" - 5:33
4. "An Elegy of Icaros" - 6:11
5. "With Strength I Burn" - 7:47
6. "Sworn" - 4:31
7. "Night of the Graveless Souls" - 3:09
8. "Inno a Satana" - 5:07
9. "Ye Entrancemperium" - 6:09